# Prekonoga
Prekonoga (en serbe cyrillique : Преконога) est un village de Serbie situé dans la municipalité de Svrljig, district de Nišava. Au recensement de 2011, il comptait 461 habitants.

## Démographie
| 1948  | 1953  | 1961  | 1971  | 1981 | 1991 | 2002 | 2011 |
| ----- | ----- | ----- | ----- | ---- | ---- | ---- | ---- |
| 1 386 | 1 483 | 1 284 | 1 018 | 929  | 739  | 578  | 461  |

|  |